# Rhein (Schiff, 1934)
Die Rhein war ein 1934 in Dienst gestellter Minentransporter der deutschen Reichs- und Kriegsmarine. Nach dem Ende des Zweiten Weltkriegs wurde sie unter anderen Namen noch bis 1964 als Frachtschiff genutzt.

## Bau und technische Daten
Das Schiff wurde 1934 mit der Baunummer 777 von den Stettiner Oderwerken in Stettin gebaut, ebenso wie sein Schwesterschiff Lauting. Bei eine Länge von 53,3 m in der Wasserlinie bzw. 56,7 m über Alles, einer Breite von 10,4 m und einem Tiefgang von 4,41 m verdrängte es voll ausgerüstet 1252 Tonnen. Es wurde von einem Vierzylinder-Dieselmotor von Sulzer mit 450 PS angetrieben, der eine Geschwindigkeit von 9,5 Knoten ermöglichte. Der Bunkervorrat von 35,2 Tonnen Dieselöl ergab eine maximale Reichweite von 3000 Seemeilen bei einer Marschgeschwindigkeit von 9 Knoten. Die Bewaffnung bestand lediglich aus vier 2-cm-Flak C/30. Die Besatzung zählte 40–43 Mann. Das Schiff konnte in zwei Laderäumen vor und hinter dem mittschiffs befindlichen Mast mit seinen vier Ladebäumen 300–370 Minen befördern. Die Minen wurden im nicht-einsatzfähigen Zustand transportiert. Eine Minenwurfvorrichtung besaß es anfangs nicht; erst im August 1943 wurde das Schiff auch zum Minenlegen umgerüstet.

## Geschichte

### Kriegsmarine
Die Rhein wurde, wie auch die Lauting, nach ihrer Indienststellung dem Sperrzeugamt Wilhelmshaven unterstellt. Ihre Aufgabe war der Transport von im Minendepot Wilhelmshaven, ab 1938 im Marine-Sperrzeugamt Druhwald bei Wilhelmshaven befüllten und gelagerten Minen zu den benötigenden Häfen und Schiffen zu transportieren. Einzelheiten ihres Einsatzes im Zweiten Weltkrieg sind bisher nicht bekannt.

### Nachkriegszeit
Nach Kriegsende wurde die Rhein den USA als Kriegsbeute zugesprochen. Sie diente dann zunächst bis Dezember 1947 im Deutschen Minenräumdienst. Am 23. Mai 1949 verkaufte die Verwaltung der amerikanischen Besatzungszone Deutschlands (OMGUS) das Schiff an die Hamburger Reederei Leonhardt & Blumberg, die es zum Frachtschiff mit 889 BRT, 1350 Tonnen Ladefähigkeit und 15 Mann Besatzung umbauen ließ und in Klaus Leonhardt umbenannte. Bereits am 21. Februar 1950 verkaufte sie das Schiff weiter an die Hamburger Reederei Johannes Ick, die es am 20. September 1950 in Uhlenhorst umbenannte.
Am 31. August 1964 wurde das Schiff an die Schrott- und Schiffsabwrackfirma Walter Ritscher in Hamburg verkauft und in der Folge abgebrochen.